# Château du Tourps
Le château du Tourps est une demeure, du XVIIIe siècle, qui a remplacé un ancien château féodal, qui se dresse, dans le nord Cotentin, sur le territoire de la commune française d'Anneville-en-Saire, dans le département de la Manche, en région Normandie. Il est partiellement inscrit au titre des monuments historiques.

## Localisation
Le château du Tourps est situé, à environ 1,5 kilomètre au nord-est de l'église Saint-Léger, sur le territoire d'Anneville-en-Saire, dans le département français de la Manche.

## Historique
La seigneurie du Tourps aurait été créée en 1050 par le duc de Normandie Guillaume dit le Bâtard en faveur de Samson d'Anneville,. En 1106, Guillaume d'Anneville donne l'église Saint-Léger d'Anneville à l'abbaye de Lessay afin de racheter son fils, Michel, fait prisonnier en Palestine lors de la première croisade.
Guillaume d'Anneville, fils de Michel, confirma en 1118 la donation, et son propre fils, Geoffroy d'Anneville, en 1139, y ajouta le don d'une chapelle au détriment de Renaud de La Haye qui prétendait en être possesseur.
Cette famille conserva le fief jusqu'au XIIe siècle. La seigneurie qui eut une grande importance recouvrait les communes actuelles de : Réville, Montfarville, Barfleur, Sainte-Geneviève, Valcanville, Saint-Floxel et du Vicel.
Le château et le village sont brûlés par les Anglais, en 1346, lors de la chevauchée d'Édouard III. En 1399, la seigneurie est entre les mains de Jean Sauvage de Villiers et, en 1420, elle est la possession d'un Anglais nommé Jean Cherwin.
En 1450, la seigneurie revient à Jean de La Cour.
Au XVIe siècle, le château est la possession de François de La Cour († 1592), seigneur d'Anneville, sire du Tourps, chef des ligueurs du Val de Saire. Après son évasion de la prison de Saint-Lô, il se réfugie en son château dans lequel il est assiégé en 1590 par les capitaines royalistes, Christophe des Îles seigneur de Réville, Michel de Montreuil (1538-1621), gouverneur de Cherbourg, baron de Tollevast, seigneur de Vaugeois et Jean de Sainte-Marie-d'Aigneaux (1550-1618), seigneur d'Agneaux, gouverneur de Granville et des îles Chausey, chevalier de Saint-Michel, gentilhomme de la chambre des rois Henri IV et Louis XIII, fidèles à Henri IV, 
qui doivent lever le camp le 9 ou le 11 octobre. Une seconde tentative aurait échoué au mois de février 1591. Le château est assiégé à l'artillerie, venu de Cherbourg, par les troupes d'Henri IV dirigé par le comte de Thorigny (Jacques II Goyon de Matignon) et pris le 11 juin 1591. Il est alors qu'un amas de ruines, mais du Tourps avait pu s'échapper et en profita pour incendier le château de Réville et s'emparer du manoir de Teurthéville dont il tua le châtelain et son frère. Après des combats à Sauxemesnil et Fermanville. 
Dans la nuit du 22 décembre au 23 décembre 1592, François de la Cour devait être tué d'un coup d'arquebuse à la bataille de Gonneville (hameau Lemaresquier) par les gens du roi. Pour l'exemple, son corps fut « salé et mis à la roue », avant d'être ramené à Cherbourg où sa tête et celles de ses principaux lieutenants furent exposées devant la porte Notre-Dame.
Bon-Christophe de La Cour, garde du corps de Louis XIV, père de Claude François de La Cour et de Marie-Marthe de La Cour, ruiné se voit saisir en février 1674 le château et le fief du Tourp. On retrouve cette famille ensuite dans l'Orne à Crouttes.
Au XVIIIe siècle, le château féodal fondé sous Guillaume le Conquérant, et reconstruit après 1346, étant ruiné, on érige à ses côtés un nouveau château.
C'est au château, que Jean-François de Vauquelin, rescapé en 1794 de la « fournée de Valognes », et son épouse Catherine de La Houssaye, apprendront la mort de leurs deux fils, François de Vauquelin (20 ans) et Jacques de Vauquelin (21 ans) lors du débarquement de Quiberon en 1795. En 1824, le château passe, par mariage, de la famille de Vauquelin à celle du Mesnildot.

## Description
Le château du Tourps, érigé au XVIIIe siècle à côté des vestiges de l'ancien château dont la motte est encore visible, se présente sous la forme d'un bâtiment haut d'un étage sur un rez-de-chaussée surélevé avec un avant-corps central, précédé d'un perron et d'un escalier à double révolution, et surmonté d'un fronton triangulaire, percé de deux œils-de-bœuf disposés symétriquement de part et d'autre d'une fenêtre. Avec sa façade classique apparenté à celle de Carneville mais dont l'une des ailes n'a été bâtie qu'au XIXe siècle.
La chapelle privée, dédiée à saint Gilles, a été élevée en 1669 sur un ancien oratoire.

## Protection
Les façades et les toitures du château, ainsi que le salon et la chambre attenante avec leurs décors, et l'escalier ; les façades et les toitures de l'ensemble des bâtiments (ancien logis manable, communs, pressoir, chapelle, pavillon de jardin) et le potager et ses murs de clôture sont inscrits au titre des monuments historiques par arrêté du 25 août 2005.